# Biota do solo

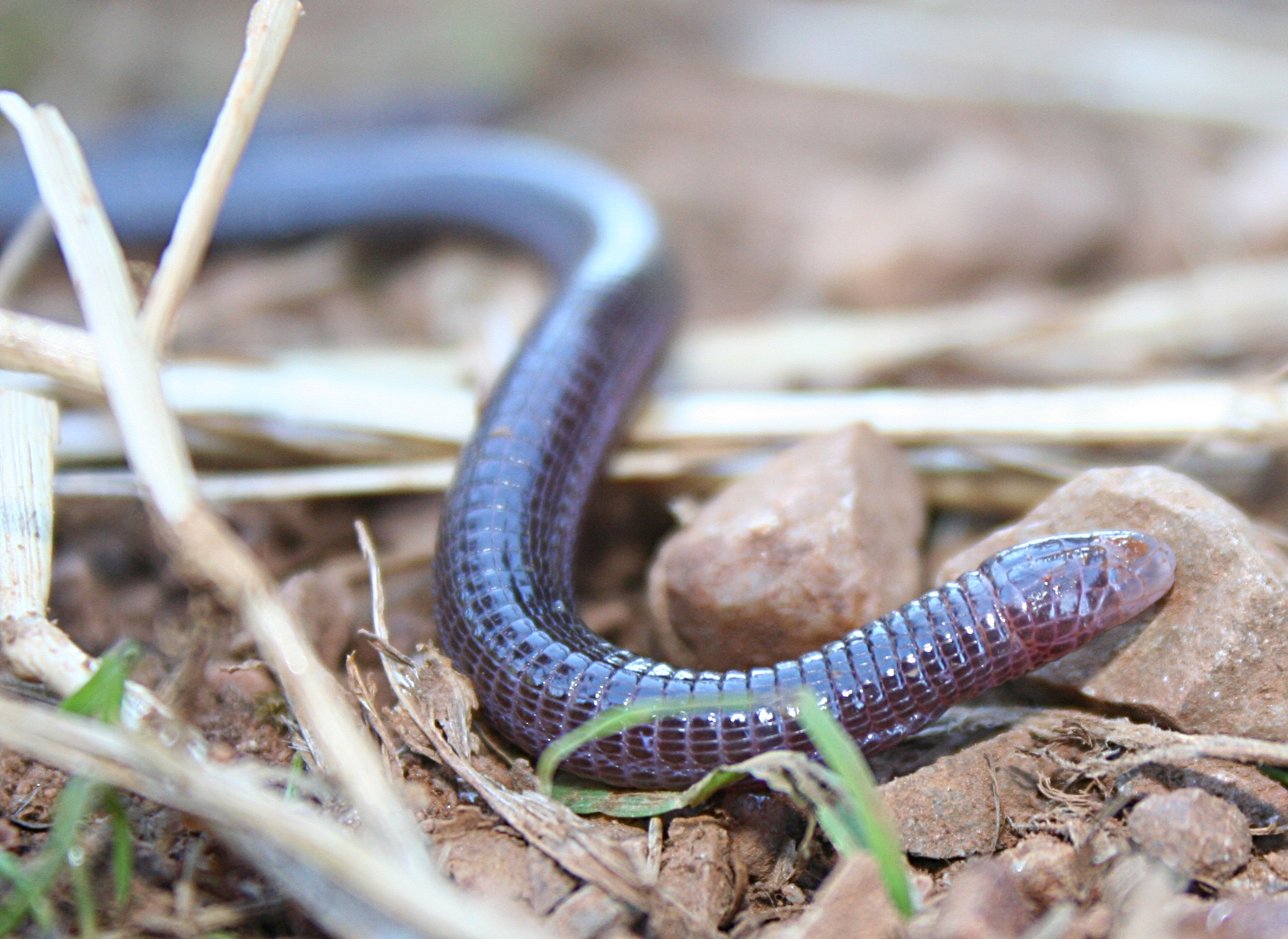
Um réptil escavador da subordem Amphisbaenia (ordem Squamata).

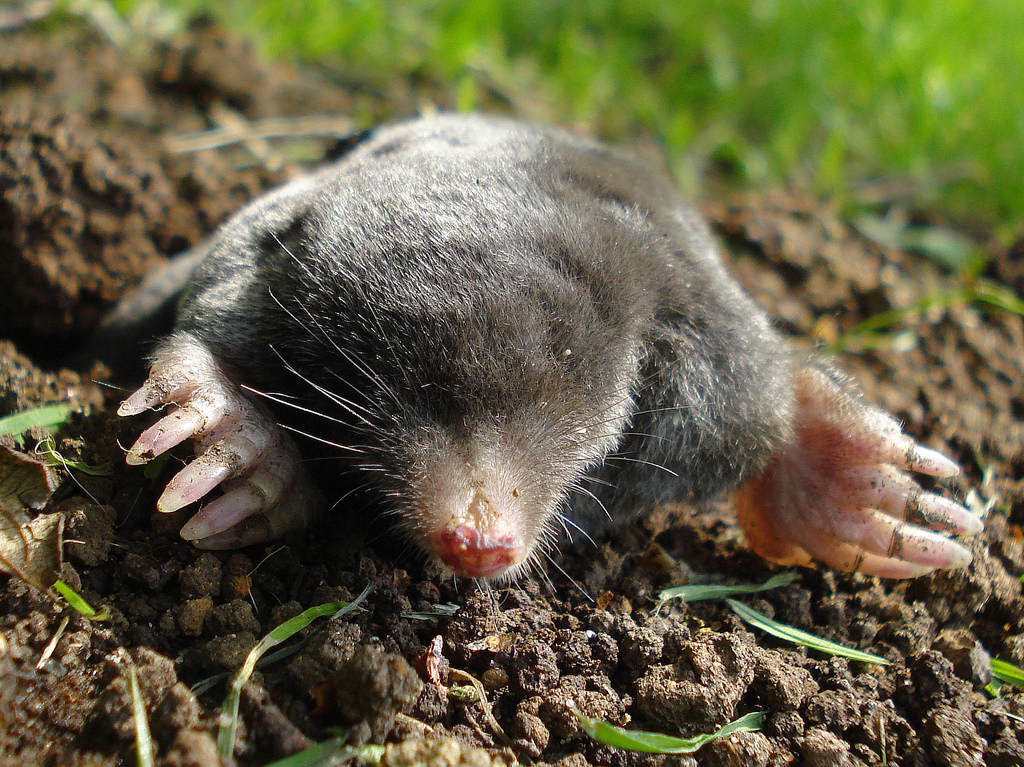
Uma toupeira-europeia (Talpa europaea).

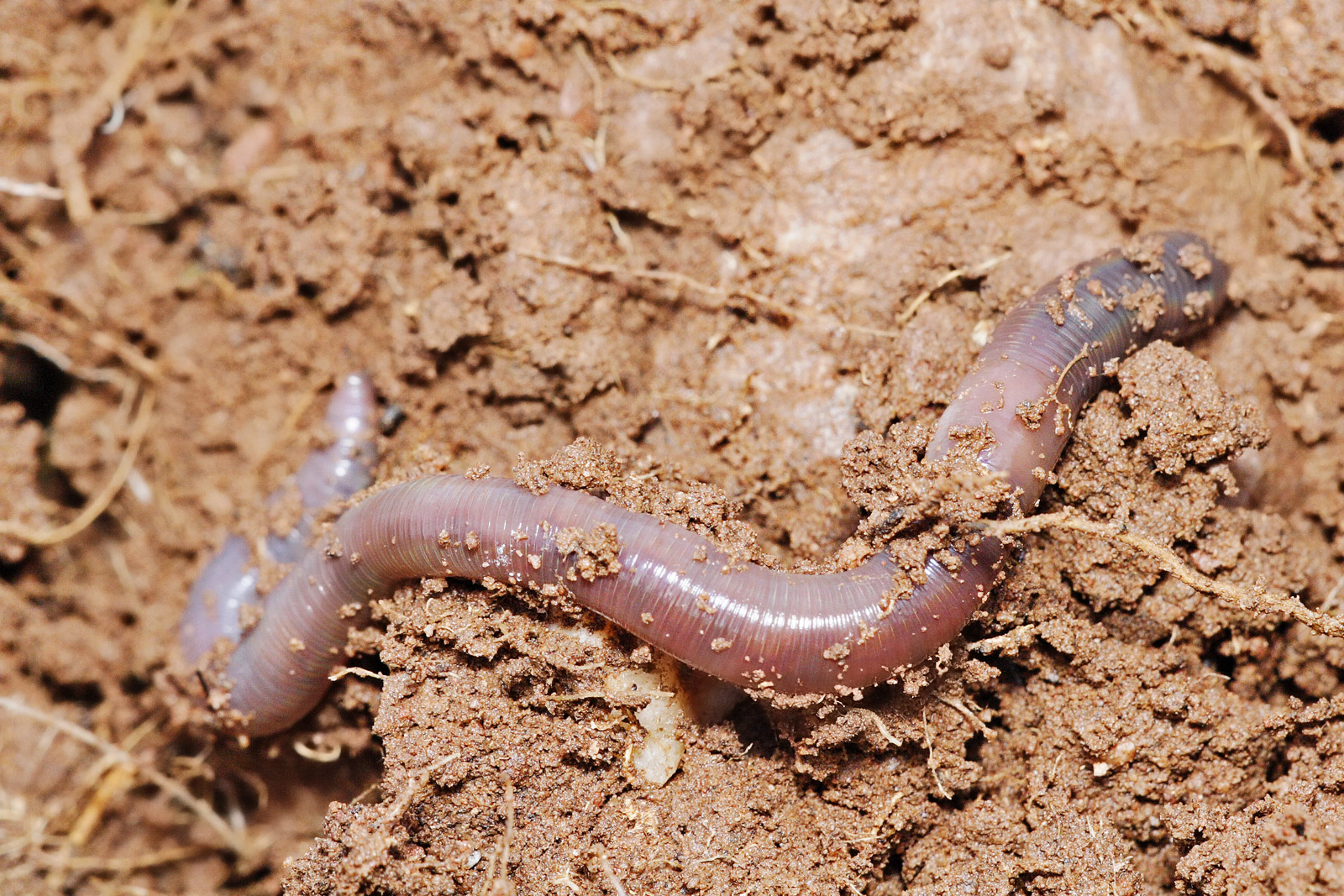
Uma minhoca.

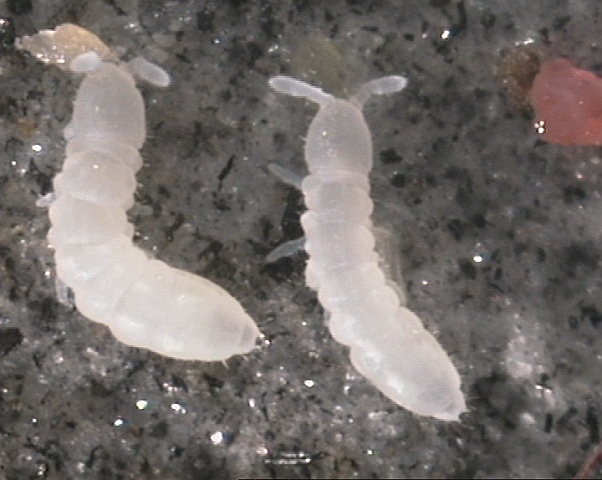
Protaphorura armata (Collembola), organismo euedáfico que habita os poros do solo. Por não estarem expostos à luz, estes animais apresentam-se pouco pigmentados ou totalmente translúcidos.

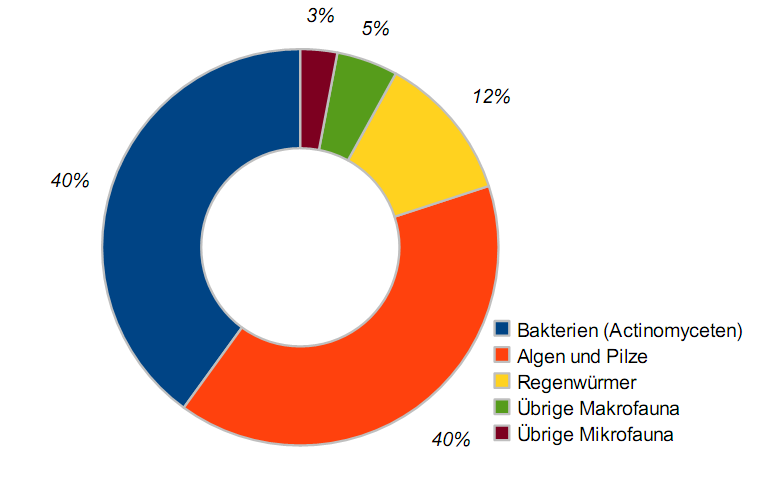
Distribuição da biomassa do biota do solo pelos grandes agrupamentos taxonómicos: azul - bactérias, incluindo os actinomicetas; vermelho - algas e fungos; amarelo - vermes; verde - macrofauna diversa; e castanho - microfauna diversa.

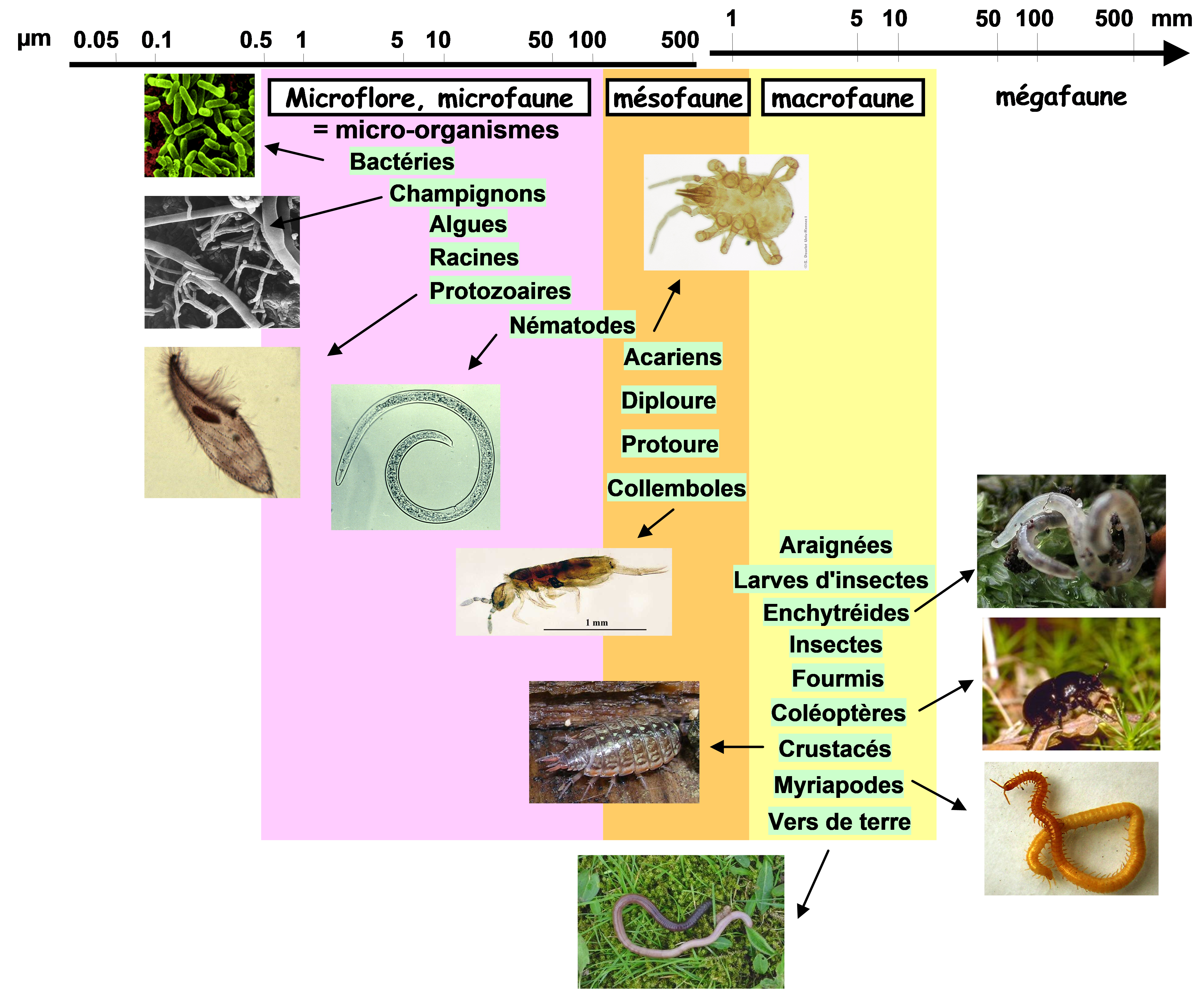
Dimensões e diversidade dos organismos do solo.

A biota do solo, também chamado édafon (do latim edaphon, do grego ἔδαϕος: solo) é o conjunto de organismos que vivem no solo, de todos os tipos de agrupamento taxonómico a que pertençam. Nesta aceção, o biota do solo corresponde à comunidade biológica (ou biocenose) do solo, quando este é considerado como um biótopo. Um diversificado conjunto de seres vivos, participando da biologia ou ecologia do solo, que inclui: animais, plantas, fungos, bactérias e membros de qualquer outro agrupamento taxonómico que esteja presente no solo, sendo a sua composição taxonómica um reflexo da biodiversidade do solo.

## Descrição
Em ecologia e pedologia, o biota específica do solo é designado frequentemente por édafon (ou edaphon), um termo que aplica ao solo (em grego clássico: ἔδαφος, edaphos, "terra"), o modelo da palavra plâncton. A parte fundamental do edaphon, em biodiversidade, número de espécimes e, em alguns solos, mesmo biomassa, consiste em microorganismos procariontes, a que se juntam os fungos e a macrofauna e microfauna do solo, grupo constituído pelos pequenos animais que vivem dentro do solo.
A atividade biológica própria do solo é determinante para muitas das características da sua composição, especialmente no que concerne presença de matéria orgânica, à humificação e à formação de complexos organominerais, e até mesmo da sua estrutura. É também devido à atividade metabólica do edaphon que o solo é sede de processos fundamentais para os ciclos dos elementos, que os mantêm disponíveis para a vida.
Embora as fronteiras clássicas entre fauna e flora há muito se tenham esbatido, ainda assim os organismos do solo são tradicionalmente divididas em plantas (a flora do solo) e animais (a fauna do solo). Com essa divisão é possível diferenciar uma edafoflora, constituída pelas componentes vegetais do biota do solo, e uma edafofauna, constituída por organismos «animais». Contudo, tal distinção é apenas útil na medida em que a distinção entre plantas e animais possa ser utilizada nos processos de classificação, já que essa divisão se encontra amplamente substituída no estudo da diversidade biológica pelos modernos agrupamentos taxonómicos que assentam em critérios filogenéticos bem diversos dos tradicionais.
A tabela abaixo apresenta os grandes grupos taxonómicos do biota do solo, mostrando a presença de numerosos organismos eucariotas, de múltiplos grupos taxonómicos, de microorganismos unicelulares, os protistas, para além de numerosas espécies vegetais e de fungos.

### Habitats
No solo existem compartimentos biologicamente diferenciados, na sua relação com os poros do solo, a textura do solo, os fluidos intersticiais (a água do solo), a atmosfera do solo e as diversas caraterísticas físico-químicas que dependem do desenvolvimento dos horizontes do solo em função da profundidade. A maior parte da atividade biológica está concentrada no horizonte superficial, principalmente na camada de manta morta e de húmus doce.
Esses estratos de maior atividade biológica correspondem à transição do solo para o ambiente exterior solo, mas com ele relacionado, como os troncos mortos e as galerias de insetos, que muitas vezes compartilham algumas das espécies. As camadas superficiais estão sujeitas a diferenças de temperatura especialmente acentuadas, sobretudo em ecossistemas com pouca cobertura vegetal, enquanto as camadas inferiores, pelo contrário, apresentam uma grande estabilidade térmica que faz com que, por exemplo, a temperatura outonal possa ser mais elevada nas camadas profundas do que nas mais superficiais.
A principal distinção é entre a água do solo, que forma uma película aderente às partículas e preenche parcialmente os poros do solo, na qual habitam microorganismos procariotas (bactérias e archaea) e eucariotas (principalmente protistas), e o ar do solo, com a sua composição especial, pobre em O2 e enriquecido em CO2, devido à falta de luz e à decomposição, mas que geralmente ainda assim se mantém aeróbico, no qual habitam animais de grupos adaptados à respiração aérea, principalmente artrópodes.

### Edafoflora
A edafoflora inclui as algas, as bactérias e Archaea, os fungos verdadeiros, os líquenes e os protistas com nutrição osmotrófica (por absorção), a maioria dos quais historicamente têm sido confundida com fungos. Na camada mais superficial habita um certo número de protistas fotossintetizantes e cianobactérias.
As bactérias, em particular, alimentam-se principalmente de matéria orgânica morta. A flora do solo tem uma importante tarefa dentro do ecossistema através do processos de humificação e mineralização da matéria orgânica.
As plantas, cujas raízes e outros órgão subterrâneos penetram o solo, e formam associações simbióticas com múltiplos organismos do solo, com destaque para as micorrizas, também contribuem para a vida do solo. Contudo, tradicionalmente, e por convenção, as raízes das plantas não fazem parte da edafoflora
Com base no termo nanoplâncton, o microbiologista Raoul Heinrich Francé designou por nanedaphon a microflora autóctone dos solos. Esta contém diferentes formas de microorganismos, que podem mudar ciclicamente, mas que estão consistentemente presentes em todos os climas terrestres. É uma forma profunda de edaphon, já que esta microflora precisa de menos luz e ar e é frequentemente encontrada em profundidades de até vários metros.
Bactérias
Bactérias do solo são decompositores ou quimiossintetizadores. Os decompositores são geralmente aeróbicos ou microaerófilos, embora alguns aproveitem a abundância local de substâncias minerais oxidantes para seguir o metabolismo assente na respiração anaeróbica. Um grupo de bactérias particularmente importante nos solos são os actinomicetos, responsáveis pelo cheiro de terra tão evidente após a chuva.
Os organismos do agrupamento Archaea têm uma presença importante nos solos. Foram detetados, como na maioria dos ambientes, por técnicas modernas de amplificação genética (semelhantes às aplicadas à identificação na medicina forense), mas não foram ainda cultivados nem seu modo de vida é bem conhecido.
Fungos
A maioria das plantas está ligada a fungos simbióticos, chamados micorrizas, associados às suas raízes. As micorrizas servem de alimento para muitos pequenos animais do solo.
O grupo trófico principal entre os fungos do solo são os saprófitos, um vasto grupo de decompositores que reciclam a matéria orgânica no solo. Chegam a superar as bactérias nesse papel, principalmente em solos ácidos de climas frios e húmidos.
Existem também fungos fitopatógenos e parasitas que afetam as raízes ou caules subterrâneos das plantas. Um espécime de Armillaria ostoyae, causador da podridão branca da raiz, detém o recorde de tamanho de um organismo, com micélios que se estendiam por uma área de 8 km2 e uma biomassa estimada em 7 000 toneladas.
Fotoautótrofos
A biota do solo inclui pouca biomassa de produtores primários, mas ocorrem na superfície dos solos formas especializadas de fotossintetizadores, mesmo em solos crustais e desérticos. A presença destes organismos limita-se, no máximo, aos primeiros centímetros do solo. São principalmente espécies pertencente aos agrupamentos taxonómicos Cyanobacteria, Bacillariophyta (como Hantzschia), Xanthophyta (como Vaucheria ou Botrydiopsis) e líquenes incrustantes.

### Edafofauna
Assim como a flora do solo, a fauna do solo também desempenha um papel importante ao esmagar e decompor restos de plantas mortas e cadáveres de animais. Em particular, os animais rastejantes e escavadores do solo garantem que o solo é misturado, arejado e solto.
Foram descritas várias dezenas de milhares de espécies de edafofauna, formando famílias, ordens e até filos inteiros. Na fauna do solo ocorrem grupos muito especializados, pela peculiaridade das condições ecológicas que ocorrem nos solos, que tendem a ser muito primitivas e ao mesmo tempo muito especializada, pois graças à grande extensão dos solos e à continuidade dos sistemas edáficos, muitos fósseis vivos sobreviveram no interior dos solos.
A maior biomassa animal corresponde em solos moles e húmidos aos anelídeos do grupo dos Oligochaeta, comummente designados por minhocas. Estas animais avançam pelo solo engolindo-o e deixando, depois de digerir uma parte da matéria orgânica, uma mistura íntima, neutra e porosa de argilas e substâncias biológicas que contribui como nenhum outro fator para a fertilidade do solo.
Um segundo grande grupo é constituído pelos pequenos artrópodos detritívoros, entre os quais o agrupamento Acari (os ácaros), com destaque para os Oribatida (oribatídeos), os Diplopoda (diplópodes) e os Collembola (colêmbolos). Junto com estes, dois outros grupos de Hexapoda, os Protura e os Diplura, são mais ou menos exclusivos do solo.
Outro grupo notável da fauna do solo são os tardígrados, estreitamente relacionados com os artrópodes. Alguns insetos, como os estafilinídeos, e aranhas, como as do agrupamento Lycosidae, habitam a superfície do solo, escondendo-se em galerias, debaixo de pedras ou entre folhas mortas. Muitos escaravelhos e alguns percevejos passam pelo menos algum dos estágios de seu desenvolvimento enterrados no solo.
Um caso especial é o das espécies da epifauna (animais de superfície) que regularmente se refugiam no solo, como o fazem muitos pequenos mamíferos, ou que hibernam enterrando-se. Alguns habitantes permanentes do solo provêm de linhagens aéreas que desenvolveram adaptações para viverem enterrados no solo, como ocorre com as toupeiras e outros animais com hábitos similares, como os grilos-toupeira (Gryllotalpa) ou os ratos-toupeira (Heterocephalus glaber).
Dada a enorme diversidade da edafofauna, a sua classificação é complexa e difícil, particularmente quando se pretenda seguir normas taxonómicas de base filogenética, o que não está ao alcance da generalidade dos pedologistas. Por isso surgiram classificações baseada em aspectos facilmente observáveis, como o tamanho ou a forma de locomoção. Entre essas classificações, incluem-se as seguintes:
Subdivisão por tamanho:
- Microfauna (<0,2 mm): amoebas, ciliados, nematóides;
- Mesofauna (<2mm): ácaros, colêmbolos;
- Macrofauna (< 20 mm): isópodos, aracnídeos, minhocas, escaravelhos e outros insectos;
- Megafauna (>20 mm): vertebrados como toupeiras, ratos, lemingues e similares e musaranhos.

A microfauna assume a função de mineralização. A mesofauna fornece bioturbação de pequena escala, fragmentação da manta morta e bioacumulação. A macro e megafauna garantem bioturbação em larga escala, fragmentação e agregação de resíduos. Todos os componentes da fauna do solo também promovem a atividade microbiana.

## Subdivisões
Quanto à posição no perfil do solo, o biota do solo pode ser subdividido em:
- Epiedaphon — a populações de animais que vivem na superfície do solo (espécies epidáficas);
- Hemiedaphon — os organismos que vivem na manta morta e no horizonte orgânico (espécies hemiedáficas).
- Euedaphon — os organismos que vivem nas profundezas do solo e geralmente apresentam muitas características adaptativas à ausência de luz e baixo teor de oxigénio (espécies euedáficas).

Uma forma alternativa de subdivisão do biota do solo, considerando a posição do habitat do organismo, é a seguinte:
- Hiperedáfico - vivendo no estrato herbáceo e nas estruturas vegetais situadas acima do solo;
- Epedáfico/epígeo - vivendo na camada de manta morta;
- Hemiedáfico/hipógeo - vivendo na camada de húmus;
- Euedáfico/endogeico - vivendo no interior do solo.

Todos os organismos que vivem no solo desempenham um papel importante nos processos pedológicos. Os valores de repartição da biomassa do solo que a seguir se apresentam são apenas aproximações e podem variar dependendo do tipo de solo:
- 40% bactérias, especialmente actinomicetos;
- 40% algas e fungos;
- 12% vermes, especialmente minhocas;
- 5% restante macrofauna, com destaque para os Gastropoda e Arachnida;
- 3% outra microfauna: nematoides, ácaros, colêmbolos e similares

## Grandes grupos do biota do solo
A composição taxonómica do biota do solo é extremamente complexa, indo da macrofauna (aí se incluindo diversos mamíferos e répteis escavadores) e da macroflora até a uma enorme diversidade de microorganismos, com destaque para as bactérias e fungos.
Esta tabela inclui alguns dos tipos mais comuns de vida no solo, mas dá uma imagem claramente incompleta da real biodiversidade que caracteriza os solos.
| Domínio    | Reino             | Filo                       | Classe                                    | Ordem                     | Família                          | Género       |
| ---------- | ----------------- | -------------------------- | ----------------------------------------- | ------------------------- | -------------------------------- | ------------ |
| Prokaryota | Bacteria          | Pseudomonadota             | Betaproteobacteria                        | Nitrosomonadales          | Nitrosomonadaceae                | Nitrosomonas |
| Prokaryota | Bacteria          | Pseudomonadota             | Alphaproteobacteria                       | Hyphomicrobiales          | Nitrobacteraceae                 | Nitrobacter  |
| Prokaryota | Bacteria          | Pseudomonadota             | Alphaproteobacteria                       | Hyphomicrobiales          | Rhizobiaceae                     | Rhizobium    |
| Prokaryota | Bacteria          | Pseudomonadota             | Gammaproteobacteria                       | Pseudomonadales           | Azotobacteraceae                 | Azotobacter  |
| Prokaryota | Bacteria          | Actinomycetota             | Actinomycetia                             |                           |                                  |              |
| Prokaryota | Bacteria          | Cyanobacteria (cianófitas) |                                           |                           |                                  |              |
| Prokaryota | Bacteria          | Bacillota                  | Clostridia                                | Clostridiales             | Clostridiaceae                   | Clostridium  |
| Eukaryota  | Fungi             | Ascomycota                 | Eurotiomycetes                            | Eurotiales                | Trichocomaceae                   | Penicillium  |
| Eukaryota  | Fungi             | Ascomycota                 | Eurotiomycetes                            | Eurotiales                | Trichocomaceae                   | Aspergillus  |
| Eukaryota  | Fungi             | Ascomycota                 | Sordariomycetes                           | Hypocreales               | Nectriaceae                      | Fusarium     |
| Eukaryota  | Fungi             | Ascomycota                 | Sordariomycetes                           | Hypocreales               | Hypocreaceae                     | Trichoderma  |
| Eukaryota  | Fungi             | Basidiomycota              | Agaricomycetes                            | Cantharellales            | Ceratobasidiaceae                | Rhizoctonia  |
| Eukaryota  | Fungi             | Zygomycota                 | Zygomycetes                               | Mucorales                 | Mucoraceae                       | Mucor        |
| Eukaryota  | SAR (clado)       | Heterokontophyta           | Bacillariophyceae (Diatomea, diatomáceas) |                           |                                  |              |
| Eukaryota  | SAR (clado)       | Heterokontophyta           | Xanthophyceae (xantofíceas)               |                           |                                  |              |
| Eukaryota  | Alveolata (clado) | Ciliophora                 |                                           |                           |                                  |              |
| Eukaryota  | Amoebozoa (clado) |                            |                                           |                           |                                  |              |
| Eukaryota  | Plantae           | Chlorophyta (algas verdes) | Chlorophyceae                             |                           |                                  |              |
| Eukaryota  | Animalia          | Nematoda                   |                                           |                           |                                  |              |
| Eukaryota  | Animalia          | Rotíferos                  |                                           |                           |                                  |              |
| Eukaryota  | Animalia          | Tardigrada                 |                                           |                           |                                  |              |
| Eukaryota  | Animalia          | Arthropoda                 | Entognatha                                | Collembola                |                                  |              |
| Eukaryota  | Animalia          | Arthropoda                 | Arachnida                                 | Acarina                   |                                  |              |
| Eukaryota  | Animalia          | Arthropoda                 | Arachnida                                 | Pseudoscorpionida         |                                  |              |
| Eukaryota  | Animalia          | Arthropoda                 | Insecta                                   | Coleoptera (larvas)       |                                  |              |
| Eukaryota  | Animalia          | Arthropoda                 | Insecta                                   | Coleoptera                | Carabidae (escaravelhos do solo) |              |
| Eukaryota  | Animalia          | Arthropoda                 | Insecta                                   | Coleoptera                | Staphylinidae                    |              |
| Eukaryota  | Animalia          | Arthropoda                 | Insecta                                   | Diptera (larvas)          |                                  |              |
| Eukaryota  | Animalia          | Arthropoda                 | Insecta                                   | Hymenoptera               | Formicidae (formigas)            |              |
| Eukaryota  | Animalia          | Arthropoda                 | Chilopoda (centopeias)                    |                           |                                  |              |
| Eukaryota  | Animalia          | Arthropoda                 | Diplopoda (milípedes)                     |                           |                                  |              |
| Eukaryota  | Animalia          | Arthropoda                 | Malacostraca                              | Isopoda (bichos-de-conta) |                                  |              |
| Eukaryota  | Animalia          | Annelida                   | Clitellata                                | Haplotaxida               | Enchytraeidae                    |              |
| Eukaryota  | Animalia          | Annelida                   | Clitellata                                | Haplotaxida               | Lumbricidae                      |              |
| Eukaryota  | Animalia          | Mollusca                   | Gastropoda                                |                           |                                  |              |